# Peter Heine Nielsen
Peter Heine Nielsen (født 24. maj 1973 i Holstebro) er en dansk skakspiller.  Han har siden 2001 været Danmarks stærkeste skakspiller. I juli 2010 nåede han som den første dansker 2700 i rating.
Peter Heine Nielsen fik sin gennembrud som skakspiller ved VM for spillere under 18 år i 1990, hvor han vandt bronze efter Sergej Tiviakov og Vladimir Kramnik. Året efter opnåede han som 17-årig en delt førsteplads (sammen med Erling Mortensen som vandt samlet) ved danmarksmesterskabet i skak 1991, bl.a. med sejr over Bent Larsen. 
Han blev stormester i 1994 og er 5-dobbelt danmarksmester i skak (1996, 1999, 2001, 2003, 2008). Blandt hans bedste resultater kan nævnes skak-OL 1994 i Moskva, hvor han med 7 af 9 point opnåede næstbedste resultat. Han har også vundet vesterhavsturneringen i 2001.
Peter Heine Nielsen har i flere år været træner, sekundant og sparringspartner for de tidligere verdensmestre indiske Viswanathan Anand og norske Magnus Carlsen.
Peter Heine Nielsen bor i Litauen sammen med sin kone Viktorija Čmilytė-Nielsen, stormester i skak og vinder af EM for kvinder i 2011. Hun er også formand for Seimas (Litauens parlament). Sammen har de to børn.